# Hôpital Siriraj
L'Hôpital Siriraj est l'hôpital public le plus ancien et le plus grand de Thaïlande. Il est situé à Bangkok, dans Bangkok Noi, sur la rive ouest de la Chao Phraya, en face du campus Tha Phrachan de l'Université Thammasat. Il est l'hôpital d'enseignement de la Faculté de médecine de l'hôpital de Siriraj, Université Mahidol.

## Description
Avec une capacité de plus de 2.000 lits et plus d'un million de consultations externes par an, Siriraj est l'un des centres médicaux les plus grands et les mieux équipés d'Asie du Sud-Est. L'école de médecine accepte chaque année environ 250 étudiants en médecine et plus de 100 pour la formation postdoctorale. Siriraj est le plus grand hôpital public de Thaïlande. Grâce à son excellente réputation, son unité de soins tertiaires est le centre de référence pour tous les hôpitaux en Thaïlande.

## Histoire

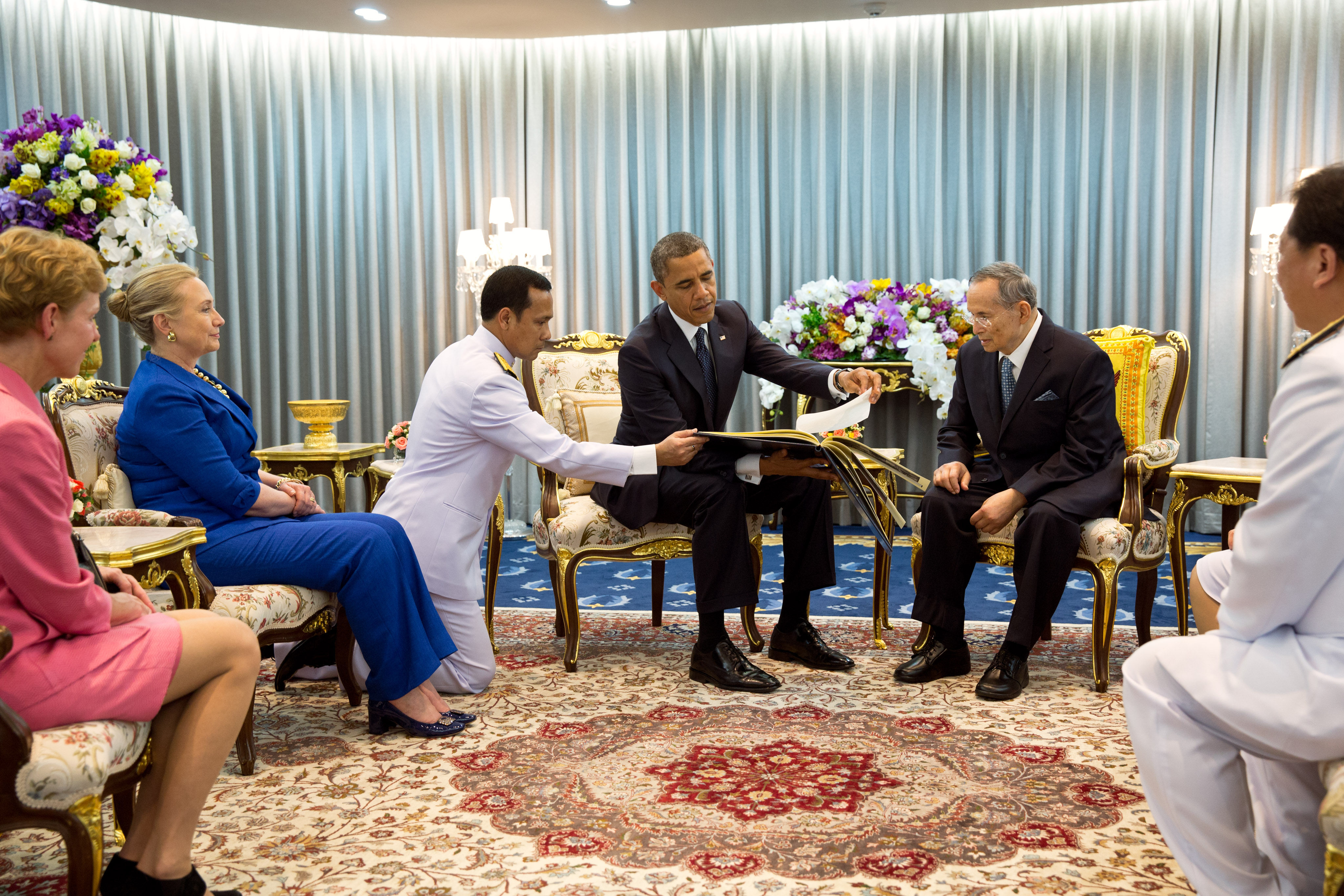
Hillary Clinton et Barack Obama rencontrent le roi Bhumibol Adulyadej à l'hôpital Siriraj en novembre 2012.

L'hôpital a été fondé par le roi Chulalongkorn en 1888, deux ans après une épidémie mondiale de choléra. Il est nommé d'après le fils de 18 mois du roi, le prince Siriraj Kakuttaphan, qui avait succombé à la dysenterie un an auparavant.
La faculté de médecine a été créée deux ans plus tard, en 1890.
Siriraj a été la résidence du roi de Thaïlande Bhumibol Adulyadej de septembre 2009, quand il y a été admis pour le traitement d'une maladie respiratoire, jusqu'en juillet 2013.

## Musée

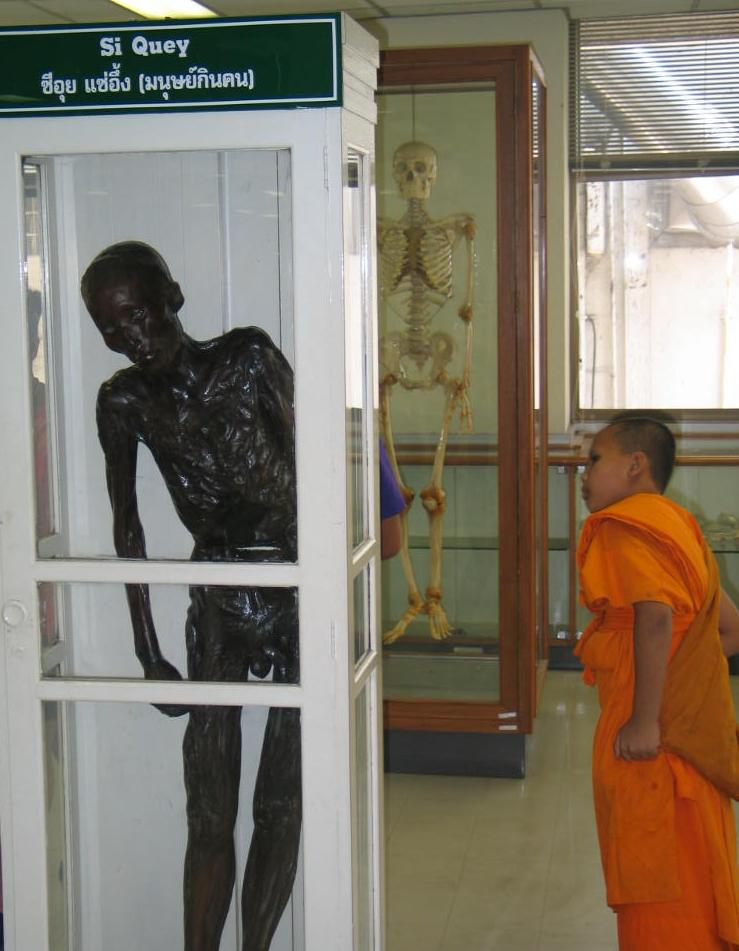
Corps momifié du tueur en série Si Quey

L'hôpital abrite également le Musée de la médecine de Siriraj,, ouvert au public.
Ce musée contient six expositions permanentes distinctes et une exposition temporaire. Les expositions permanentes sont consacrées à l'anatomie, la pathologie, les troubles congénitaux, la toxicologie, les techniques de la médecine traditionnelle thaïlandaise et la médecine légale.
En 2008, l'exposition temporaire a mis à l'honneur le rôle du corps professoral de hôpital Siriraj pendant le tsunami de 2004 qui a dévasté les côtes de la Thaïlande et d'autres pays.
La principale attraction du musée était le corps momifié de Si Quey, un tueur en série anthropophage d'origine chinoise exécuté en 1957.
Une campagne menée par des militants humanitaires a réussi à faire retirer le corps de Si Ouey de l'exposition en août 2019, et en juillet 2020, ses restes ont été incinérés au temple Wat Bang Phraek Tai dans la province de Nonthaburi.[10]